# Fosfortri-jodide
Fosfortri-jodide is een niet-ontvlambare anorganische verbinding van fosfor en jood, met als brutoformule PI3. Het is een donkerrode vaste stof, die oplosbaar is in water. 

## Synthese
Fosfortri-jodide wordt bereid door reactie van witte fosfor met di-jood:
{\displaystyle {\ce {P4 + 6I2 -> 4PI3}}}

## Toepassingen
Fosfortri-jodide vindt vooral toepassing in de organische synthese bij joderingsreacties, zoals bij de synthese van joodmethaan uit methanol.